# Ганс Ротмо
Ганс Пер Ротмо (народився 10 березня 1948) — норвезький співак і автор пісень, відомий більшості норвежців як лідер фолк-рок гурту 1970-х Vømmøl Spellmannslag, а також відомий як автор таких хітів, як «Fire fine lænestola». " та різдвяна мелодія «Vårres jul». Ротмо співає на власному діалекті, з муніципалітету Вердал .

## Ганс Пер Ротмо: ранні роки та вплив комунізму
Молоді роки та політичні погляди
Ганс Пер Ротмо, народившись 10 березня 1948 року, в юності став прихильником революційного комуністичного руху AKP(ml). Ця ідеологія мала значний вплив на його світогляд і творчість.
Вплив на тексти пісень
Багато текстів пісень Ротмо, особливо з періоду роботи з фолк-рок-гуртом Vømmøl Spellmannslag, написані під впливом ідей Мао Цзедуна та Карла Маркса. Цей вплив проявляється в темах соціальної несправедливості, класової боротьби та прагнення до революційних змін.
Тематика пісень
Цікаво зазначити, що, попри комуністичні погляди, зовнішній зміст більшості пісень Ротмо зосереджений на сільському житті Норвегії. Він оспівує життя простих людей, описує зміни, які принесла індустріалізація після Другої світової війни, та її вплив на традиційний уклад життя. Цей контраст між політичними переконаннями Ротмо та тематикою його творчості додає їм глибини та неоднозначності.